# Феодора
Феодо́ра (грец. Θεοδώρα) — християнське ім'я грецького походження, жіноча форма імені Феодор. У католицькій традиції — Теодо́ра (лат. Theodora). Утворене від грецьких слів θεός («бог, божество») + δῶρον («дар, подарунок»), тобто буквально означає «Божий дар» і за семантикою тотожне іншому грецькому імені Доротея. Українські народні форми — Федора, Хведора, Тодора. Зменшувальні форми — Федоронька, Федорочка, Федорка, Тодоронька, Тодорочка, Тодорка, Дора, Теодоронька, Теодорочка, Теодорка.    

## Відомі носійки
- Феодора (бл. 500—548) — візантійська імператриця, дружина імператора Юстиніана I.
- Феодора (бл. 810—867) — візантійська імператриця, дружина імператора Феофіла.
- Феодора (985—1056) — візантійська імператриця з 11 січня 1055 року по 31 серпня 1056 року.
- Феодора Данська (1910—1975) — принцеса Данії з династії Глюксбургів.
- Феодора Андріївна Пушина (1923—1943) — військовий фельдшер, Герой Радянського Союзу.
- Федора Єгорівна - героїня віршованої казки Корнія Чуковського ''Федорине горе''.